# Laurent Fignon
Laurent Fignon (París, 12 de agosto de 1960 - París, 31 de agosto de 2010) fue un ciclista profesional francés desde el año 1982 hasta 1993, en los que cosechó ochenta y una victorias.

## Trayectoria profesional
Debutó en el ciclismo profesional a los veintidós años, después de más de cincuenta victorias como amateur y, al año siguiente, se vio en la cima del ciclismo internacional, venciendo en el Tour de Francia 1983 bajo la tutela de Cyrille Guimard.
Se ganó el apodo de El profesor ("Le professeur", en francés) a causa de su imagen, con gafas y coleta, en contraste con la dura imagen que ofrecía Bernard Hinault. En el Tour de Francia 1984, Fignon tuvo enfrente al gran Bernard Hinault, que había cambiado de equipo aquella temporada. Fignon ganó el Tour de forma brillante, con cinco victorias de etapa y se convirtió en la nueva estrella francesa del ciclismo.
Sin embargo, la suerte no le acompañó al parisino en las siguientes participaciones. Se perdió la edición de 1985 por una lesión en la rodilla y no terminó las ediciones de 1986 y 1988. En 1989, quedó segundo, por detrás de Greg LeMond, a tan solo ocho segundos, la diferencia más pequeña de toda la historia. El propio Laurent Fignon admitió haber sufrido de dolores durante toda la carrera.
Fignon también venció en carreras de un día, como la Milán-San Remo y fue el vencedor del Giro de Italia 1989.
Su espectacular palmarés se vio ensombrecido al dar positivo por anfetaminas en dos ocasiones en controles antidopaje: en 1987 tras la Flecha Valona y en 1989 tras el G.P. de Eindhoven.
Tras su retirada, Laurent Fignon se involucró en la organización de carreras ciclistas como la París-Niza o la París-Corrèze. Fue comentarista del Tour de Francia en France 2 y dirigía el Centro Laurent Fignon en la localidad de Bañeras de Bigorra.

## Enfermedad y fallecimiento
El 11 de junio de 2009, coincidiendo con el avance del libro "Nous Etions Jeunes et Insouciants" («Éramos jóvenes e inconscientes»), Fignon declaró haber sido diagnosticado de un cáncer intestinal en estado avanzado, en fase de metástasis y habiéndose extendido hasta el páncreas. Según los doctores, el cáncer no estaba directamente relacionado con las sustancias dopantes tomadas durante su carrera profesional.
Finalmente falleció el 31 de agosto de 2010 en el Hospital de la Pitié-Salpêtrière a causa del cáncer de páncreas que venía padeciendo.
El cuerpo de Fignon fue incinerado y enterrado en un nicho del cementerio parisino de Père Lachaise.

## Palmarés
| 1982 - Critérium Internacional - Gran Premio de Cannes - 1 etapa del Tour de Vaucluse 1983 - Tour de Francia , más 1 etapa y mejor joven - 1 etapa de la Vuelta a España - 1 etapa de la Tirreno-Adriático - 1 etapa del Critérium Internacional - Boucles de l'Aulne - Grand Prix de Plumelec - 1 etapa del Tour de Limousin - 1 etapa del Tour d'Armorique 1984 - Campeonato de Francia en Ruta - Tour de Francia , más 5 etapas - 2.º en el Giro de Italia, más 1 etapa y clasificación de la montaña - 2 etapas del Tour de Romandía - 1 etapa del Clásico RCN 1986 - Flecha Valona - 1 etapa de la Dauphiné Libéré 1987 - 3.º en la Vuelta a España, más 1 etapa y la clasificación de la combinada - 2 etapas de la París-Niza - 1 etapa del Tour de Francia - 1 etapa de la Vuelta a los Países Bajos - 1 etapa del Tour de Luxemburgo | 1988 - Milán-San Remo - 1 etapa del Critérium Internacional - 2 etapas de la Ruta del Sur - Tour del Porvenir, más 1 etapa - París-Camembert 1989 - Giro de Italia , más 1 etapa - Milán-San Remo - Gran Premio de las Naciones - Polynormande - Vuelta a los Países Bajos - 2.º en el Tour de Francia, más 1 etapa y Premio de la Combatividad - Ranking UCI - Trofeo Baracchi (con Thierry Marie) - Critérium de As 1990 - Critérium Internacional 1991 - 1 etapa del Giro di Puglia 1992 - 1 etapa del Tour de Francia 1993 - Vuelta a México, más 1 etapa |

## Resultados

### Grandes Vueltas
| Carrera | Carrera         | 1982 | 1983 | 1984 | 1985 | 1986 | 1987 | 1988 | 1989 | 1990 | 1991 | 1992 | 1993 |
| ------- | --------------- | ---- | ---- | ---- | ---- | ---- | ---- | ---- | ---- | ---- | ---- | ---- | ---- |
|         | Giro de Italia  | 15.º | —    | 2.º  | —    | —    | —    | —    | 1.º  | Ab.  | —    | 37.º | —    |
|         | Tour de Francia | —    | 1.º  | 1.º  | —    | Ab.  | 7.º  | Ab.  | 2.º  | Ab.  | 6.º  | 23.º | Ab.  |
|         | Vuelta a España | —    | 7.º  | —    | —    | 7.º  | 3.º  | —    | —    | —    | —    | —    | —    |

 —: No participa

Ab.: Abandona

X: Ediciones no celebradas

### Clásicas, Campeonatos y JJ. OO.
| Carrera               | Carrera               | 1982 | 1983  | 1984 | 1985 | 1986 | 1987 | 1988 | 1989 | 1990  | 1991 | 1992 | 1993 |
| --------------------- | --------------------- | ---- | ----- | ---- | ---- | ---- | ---- | ---- | ---- | ----- | ---- | ---- | ---- |
| Omloop Het Nieuwsblad | Omloop Het Nieuwsblad | —    | —     | —    | —    | X    | —    | 20.º | —    | —     | —    | —    | —    |
|                       | Milán-San Remo        | —    | 118.º | —    | —    | 32.º | —    | 1.º  | 1.º  | —     | 52.º | 63.º | —    |
| Gante-Wevelgem        | Gante-Wevelgem        | —    | —     | —    | —    | —    | —    | —    | —    | 79.º  | 62.º | 76.º | —    |
|                       | Tour de Flandes       | —    | —     | —    | —    | 34.º | —    | 13.º | —    | —     | —    | 77.º | —    |
|                       | París-Roubaix         | —    | —     | —    | —    | —    | —    | 3.º  | —    | 27.º  | 24.º | 39.º | —    |
| Flecha Brabanzona     | Flecha Brabanzona     | —    | —     | —    | 3.º  | —    | —    | —    | —    | —     | —    | —    | —    |
| Flecha Valona         | Flecha Valona         | —    | —     | 51.º | 3.º  | 1.º  | 11.º | —    | —    | —     | —    | —    | —    |
|                       | Lieja-Bastoña-Lieja   | —    | —     | 8.º  | 5.º  | —    | 6.º  | —    | 7.º  | —     | —    | —    | —    |
| Clásica San Sebastián | Clásica San Sebastián | —    | —     | —    | —    | —    | —    | —    | —    | —     | 99.º | —    | —    |
| Gran Premio de Plouay | Gran Premio de Plouay | —    | 11.º  | —    | —    | —    | —    | —    | —    | —     | —    | —    | —    |
| París-Bruselas        | París-Bruselas        | —    | —     | 22.º | —    | —    | —    | 2.º  | 95.º | 118.º | —    | —    | —    |
| París-Tours           | París-Tours           | —    | 30.º  | —    | —    | 59.º | —    | —    | 86.º | —     | —    | —    | —    |
|                       | Giro de Lombardía     | 21.º | 29.º  | —    | —    | —    | —    | —    | 25.º | —     | —    | —    | —    |
| Mundial en Ruta       | Mundial en Ruta       | Ab.  | 29.º  | Ab.  | —    | 62.º | Ab.  | 8.º  | 6.º  | —     | 16.º | 40.º | —    |
| Francia en Ruta       | Francia en Ruta       | —    | —     | 1.º  | —    | —    | —    | —    | —    | —     | 20.º | 4.º  | —    |

 —: No participa

Ab.: Abandona

X: Ediciones no celebradas

## Equipos
- Renault-Elf (1982-1985)
  - Renault-Elf-Gitane (1982)
  - Renault-Elf (1983-1985)
- Système U (1986-1989)
- Castorama (1990-1991)
  - Castorama-Raleigh (1990)
  - Castorama (1991)
- Gatorade (1992-1993)
  - Gatorade-Chateau d'Ax (1992)
  - Gatorade (1993)